# Семикарбазид
Семикарбазид (N-аминомочевина, гидразид карбаминовой кислоты, карбамоилгидразин) — бесцветные кристаллы, растворимые в воде и этаноле.

## Свойства
Семикарбазид — однокислотное основание, сильнее мочевины, но слабей гидразина, с кислотами образует соли. Нестабилен, при длительном хранении окисляется кислородом воздуха и разлагается; соли семикарбазида и минеральных кислот при хранении стабильны, поэтому в лабораторной практике используют гидрохлорид семикарбазида.
Гидразинная аминогруппа семикарбазида значительно более нуклеофильна, чем амидная, с карбонильными соединениями семикарбазид образует продукты конденсации по гидразинной аминогруппе — семикарбазоны. Реакция идет через промежуточное образование α-аминоспирта:
{\displaystyle {\mathsf {R{\text{-}}CO{\text{-}}R'+H_{2}N{\text{-}}NH{\text{-}}CO{\text{-}}NH_{2}\rightarrow RR'C(OH){\text{-}}NH{\text{-}}NH{\text{-}}CO{\text{-}}NH_{2}}}}
{\displaystyle {\mathsf {RR'C{\text{=}}N{\text{-}}NH{\text{-}}CO{\text{-}}NH_{2}\rightarrow RR'C{\text{=}}N{\text{-}}NH{\text{-}}CN+H_{2}O}}}
В случае, если карбонильные соединения несут сильные электронакцепторные заместители при карбонильной группе (хлораль, гексафторацетон), реакция останавливается на стадии образования соответствующих α-аминоспиртов.
C дикарбонильными соединениями семикарбазид конденсируется с образованием гетероциклических соединений, образуя с 1,2-дикарбонильными соединениями 3-гидроксипроизводные 1,2,4-триазинов, а с 1,3-дикарбонильными — 1-карбамоилпиразолы.
Основные методы синтеза семикарбазида — гидразинолиз мочевины:
{\displaystyle {\mathsf {H_{2}N{\text{-}}CO{\text{-}}NH_{2}+H_{2}N{\text{-}}NH_{2}\rightarrow H_{2}N{\text{-}}CO{\text{-}}NH{\text{-}}NH_{2}+NH_{3}}}}
и восстановление нитромочевины:
{\displaystyle {\mathsf {H_{2}N{\text{-}}CO{\text{-}}NH{\text{-}}NO_{2}{\xrightarrow[{}]{[H]}}H_{2}N{\text{-}}CO{\text{-}}NH{\text{-}}NH_{2}+H_{2}O}}}